# Mespilus
Mespilus is een monotypisch geslacht uit de rozenfamilie. De enige soort is mispel (Mespilus germanica). 
In 1990 werd een Amerikaanse soort beschreven onder de naam Mespilus canescens, maar dit bleek een triploïde hybride met de meidoorn te zijn, aangeduid als ×Crataemespilus canescens.